# مهسا وحدت
مهسا وحدت (زادهٔ ۱۳۵۲)، خواننده، و نوازنده موسیقی سنتی ایرانی است. او خواهر مرجان وحدت است و تاکنون کارهای مشترکی با او انجام داده است.

## زندگی

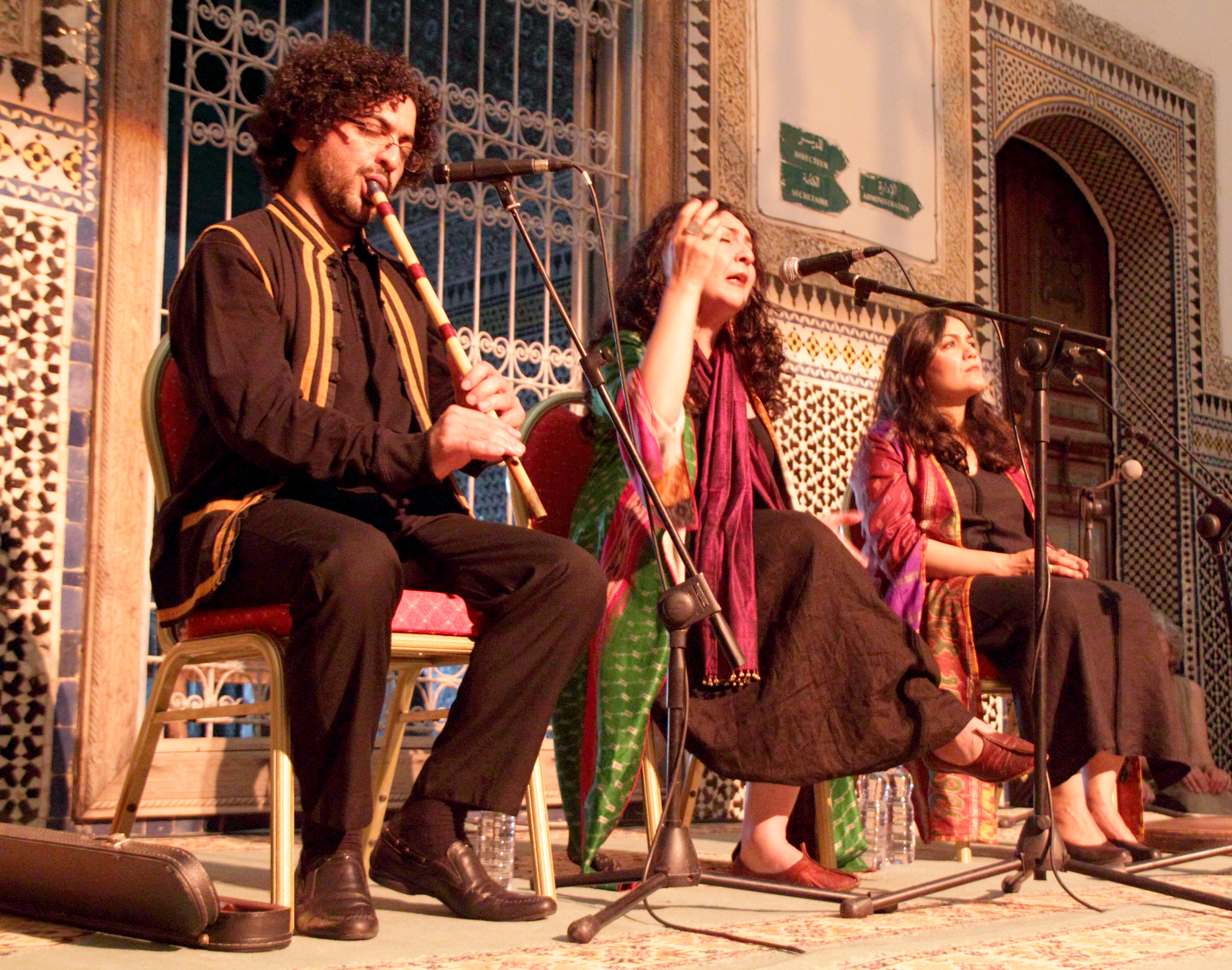
از راست: مرجان و مهسا وحدت، کنسرتی در کشور ایتالیا

مهسا وحدت در سال ۱۳۵۲ در تهران به دنیا آمد. از چهارده سالگی مقدمات موسیقی را با نواختن پیانو (کلاسیک) آغاز کرد. فراگیری آواز ایرانی (سنتی) را نزد پری ملکی آغاز کرد و نزد مهدی فلاح و مدت کوتاهی هم در کنار محسن کرامتی شیوه دیگر آواز سنتی را فرا گرفت. آموزش ساز سه تار را نزد رامین کاکاوند آغاز نمود و نزد مسعود شعاری ادامه داد. در سال ۱۳۷۸ از دانشکده موسیقی دانشگاه هنر با مدرک لیسانس موسیقی دانش‌آموخته شد.

## استادان آواز
در دانشگاه هنر از راهنمایی استادانی چون شریف لطفی، هوشنگ ظریف، بهنام وادانی، عبدالرضا سجادی، احمد پژمان، هوشنگ کامکار، محمدرضا درویشی، ساسان فاطمی بهره‌مند شد.

## آثار
- حوا منم – منتشر شده در ۱۱ شهریور ۱۳۸۷
- لالایی‌های محور شرارت – (عنوان این سی‌دی به جمله جورج دبلیو بوش، رئیس‌جمهور ایالات متحده آمریکا، اشاره دارد)
- ریشه در خاک – تنها آلبومی که توانست در ایران مجوز انتشار بگیرد[۳]
- آوازهایی از باغ ایرانی، منتشر شده در ۱ خرداد ۱۳۸۶.[۵]
- بوی خوش وصل – منتشر شده در آبان ۱۳۸۸؛ هم آوایی با مایتی سم مک کلین، جشنوارهٔ جهانی موسیقی اسلو، نوامبر ۲۰۰۹.[۶]
- آیینه شراب (مهسا وحدت و گروه کُر اسکروک)؛ خرداد و تیرماه ۱۳۸۹. این آلبوم در دو کلیسای یاکوب و ولدا در نروژ (شهر اسلو) ضبط شده است.
- رنگ بی‌تابی با همراهی مایتی سم مک کلین.
- دارم امیدی به همراهی خواهرش مرجان وحدت.

آلبوم به طربناکی خاک
آفتاب می‌شود

### خواننده فیلم
- عیسی می‌آید (۱۳۸۰)
- آتش سبز (۱۳۸۶)

## کنسرت‌ها
- ۳ تیر ۱۳۸۶ – کنسرت کلیسای قدیمی وارالو. کلیسای قدیمی وارالو، ایتالیا
- ۲۷ مرداد ۱۳۷۶ – کنسرت آوازهایی از باغ ایرانی. اسلو، نروژ، کنسرتی به مناسبت چاپ آلبوم «آوازهایی از باغ ایرانی» با همکاری گروه ایرانی و نروژی.[۷]